# Carlos Guimard

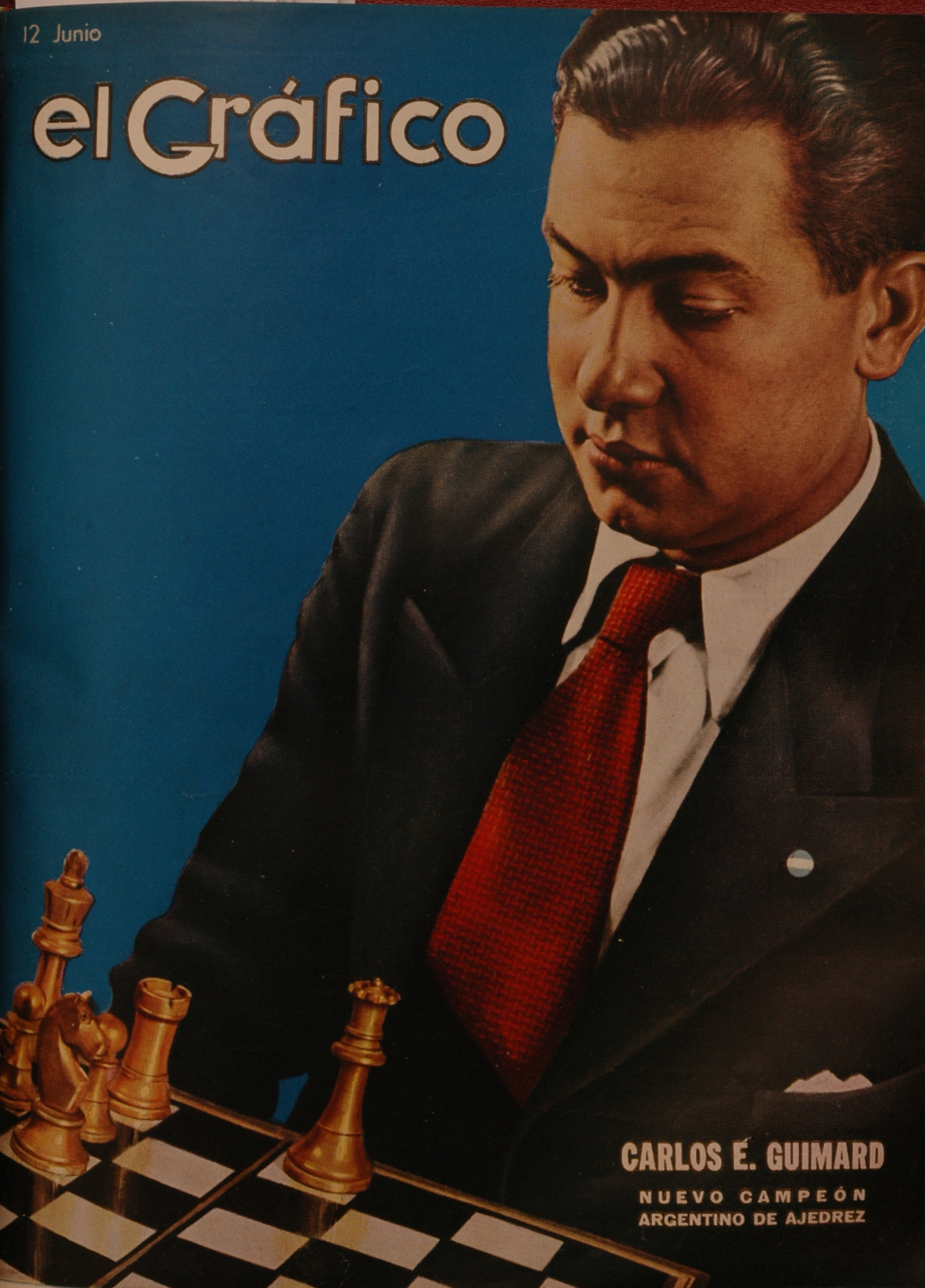
Guimard en 1937 en la portada de El Gráfico.

Carlos Enrique Guimard (Santiago del Estero, 6 de abril de 1913 - 11 de septiembre de 1998) fue un Gran Maestro Internacional de ajedrez argentino, tricampeón nacional.
Obtuvo el título argentino en matches en tres oportunidades: 
en 1936 al ganarle a Roberto Grau (+4 -0 =4), 
en 1937 al ganarle a Luis Piazzini (+7 -2 =1) 
y en 1940 al superar a Carlos Maderna (+7 -0 =2). 
Participó en las Olimpíadas de Estocolmo 1937, Buenos Aires 1939, Dubrovnik 1950 y Ámsterdam 1954. 
Conquistó el primer premio en Berlín 1937 (junto a Ludwig Rellstab) delante de Fritz Saemisch y Alfred Brinckmann. Compartió el 15°. lugar (de 20 participantes) en el fuerte Magistral de Groninga 1946. Ese mismo año logró el tercer puesto en el Torneo Internacional de Barcelona. Compartió el cuarto lugar en el fuerte certamen de Buenos Aires 1960, donde logró el título de gran maestro. Decimotercero de 21 participantes en el Interzonal de Gotemburgo 1955, décimo de 22 en La Habana 1962. 
Periodista, dirigente y organizador de torneos. Tuvo un juego vigoroso y dinámico de estilo clásico. 
Fue el creador de la variante que lleva su nombre en la defensa francesa: 1.e4 e6 2.d4 d5 3.Cd2 Cc6!? ("Sólo sé que tengo que atacar el peón de d4" expresó en un reportaje).